# 서일교통
서일교통(瑞一交通)은 서울특별시의 마을버스 회사이고 본사는 서울특별시 서초구 방배선행길 30-1 (방배동)에 있다.

## 회사 소개
- 1990년대 : 서초노인복지회 마을버스로 설립
- 2002년 : 서초노인복지회 마을버스 분리에 따라 01-5번과 01-7번 노선을 서애운수로 분리.
- 2002년 12월 30일 : 사명을 서초노인복지회 마을버스에서 서일교통으로 변경
- 2004년 : 서울특별시의 마을버스 개편에 따라 번호가 01-3번에서 서초03번으로 변경.
- 2004년 : 기존 계열사였던 천지교통을 서일교통으로 흡수 및 합병.

주 운행지역은 서초동 안쪽지역이며 강남대로의 가변차로를 운행하면서 시내버스와는 달리 저렴한 요금으로 승객을 모으고 있으며 가변차로에는 서초20번도 운행하고 있지만 서초03번이 조밀한 배차간격 덕에 승객이 더 많은 편이다.

## 보유 노선
- ● 서초03번: 신사역 ↔ 교대역 (구 서초마을 01-3번)

## 보유 차량
전 차량이 하이거 하이퍼스 1609, 현대 그린시티로 운행한다.